# آنتونیو ویتوریوسو
آنتونیو ویتوریوسو (ایتالیایی: Antonio Vittorioso؛ زادهٔ ۹ ژانویهٔ ۱۹۷۳) بازیکن واترپلو اهل ایتالیا بود. وی در بازی‌های المپیک تابستانی ۲۰۰۰ شرکت کرده‌است.